# Улица Раскольникова (Астрахань)
У́лица Раско́льникова — улица в историческом районе Закутумье в центральной части Астрахани. Начинчается от улицы Чехова и идёт с северо-запада на юго-восток, пересекая Московскую и Коммунистическую улицы, и заканчивается у Марфинской улицы.
Преимущественно застроена малоэтажными зданиями дореволюционного периода, в том числе памятниками архитектуры.

## История
С 1837 года улица называлась Поперечно-Сапожниковской или Попереченой Сапожниковской. В 1924 году была переименована постановлением Междуведомственной комиссии в честь революционера-народника Александра Константиновича Соловьёва. В 1938 году переименована вновь, новое название дано по городу Сочи. Своё современное название в честь Фёдора Фёдоровича Раскольникова получила в 1989 году.

## Застройка
- дом 7/27 —  памятник архитектуры Дом П. Буракова (1886 г.)
- дом 9/26 —  памятник архитектуры Дом Г. В. Тетюшинова (1872 г., сегодня в этом здании расположен музей)

## Транспорт
Движения общественного транспорта по улице нет, ближайшая остановка «Отель „Седьмое небо“» расположена на поперечной Коммунистической улице к северу от центральной части улицы Раскольникова. На ней останавливаются автобус 25 и маршрутные такси 4с, 13с, 26с, 43с, 46с, 52с, 81с.